# Elbert Scott McCuskey
Elbert Scott McCuskey (Little Rock, 8 febbraio 1915 – 15 giugno 1997) è stato un aviatore statunitense.
Ufficiale pilota della Marina degli Stati Uniti, entrato nelle file della Navy nel 1938 e immesso tra gli ufficiali della riserva nel 1939, dopo l'entrata in guerra degli Stati Uniti nel dicembre 1941, venne assegnato, come pilota da caccia imbarcato, alla moderna Yorktown.
Nei ranghi del famoso Fighting Squadron 3 (VF3, guidato dal capitano di corvetta John Thach) prese parte ai primi scontri con le forze aeree giapponesi e combatté con grande coraggio e valore a Midway diventando l'"asso" americano di quella battaglia con cinque vittorie aeree confermate.

Ritirato dalla prima linea, il tenente di vascello McCuskey passò lunghi periodi nelle retrovie come istruttore e collaudatore di nuovi mezzi e equipaggiamenti prima di ritornare finalmente in combattimento con i nuovi caccia F6F Hellcat, ottenendo nuovi successi e terminando la sua carriera bellica con 13,5 vittorie ufficialmente riconosciute.

## Gli inizi
Originario di Little Rock, capitale dello Stato dell'Arkansas, McCuskey si arruolò nella Marina americana nel 1938 e, dopo aver ottenuto il grado di guardiamarina della riserva nel 1939, ebbe un primo incarico come pilota da caccia nel Fighting Squadron 42 (VF-42), uno squadrone assegnato come rinforzo alla portaerei Yorktown, in quel momento impegnata in Atlantico nel quadro delle missioni di pattugliamento e controllo in sostegno alla Royal Navy (ancor prima dell'entrata in guerra degli Stati Uniti).
Il VF42 era equipaggiato anche con alcuni dei nuovi caccia della marina Grumman F4F Wildcat, e, dopo lo scoppio della guerra nel Pacifico (dicembre 1941), la portaerei Yorktown venne rapidamente trasferita attraverso il canale di Panama sul nuovo teatro di guerra minacciato dall'aggressività delle forze giapponesi.
McCuskey, sempre a bordo della portaerei nei ranghi del VF 42 (che presto sarebbe stato pienamente integrato nel Fighting Squadron 3), entrò per la prima volta in azione durante le incursioni di disturbo tentate dalle portaerei americane nella primavera del 1942 contro le Isole Marshall e le Isole Gilbert, e in questa occasione ottenne la sua prima vittoria abbattendo (insieme al suo gregario) un idrovolante nemico Kawanishi H6K Mavis.

## Midway

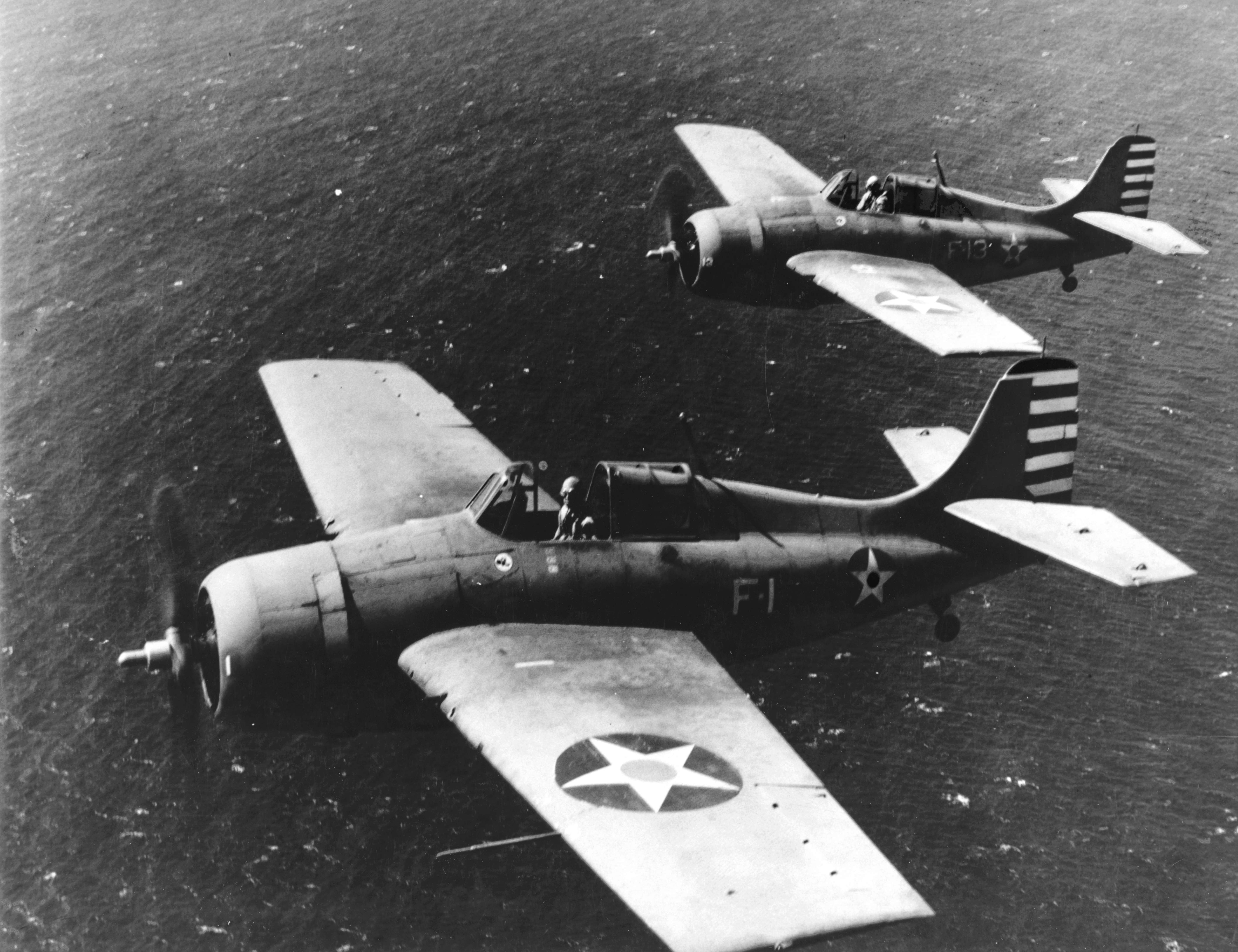
Due caccia Grumman F4F Wildcat del Fighting Squadron 3 della portaerei Yorktown all'inizio della guerra del Pacifico.

Molto presto la Yorktown, il VF3 e Scott McCuskey sarebbero state duramente impegnati nelle drammatiche battaglie del Mar dei Coralli (dove il giovane pilota ottenne un'altra vittoria contro un caccia A6M Zero) e soprattutto di Midway. Fu in questa battaglia aeronavale che il Fighting Squadron 3 del capitano di corvetta John Thach diede prova delle sue qualità, del suo ottimo addestramento e delle nuove tattiche studiate dal suo comandante.
McCuskey non partecipò alla copertura della disastrosa missione d'attacco degli aerosiluranti del Torpedo Squadron 3 contro le portaerei giapponesi mentre fu impegnato duramente nelle operazioni di copertura aerea sopra la Yorktown attaccata in due riprese dagli aerei giapponesi; gli attacchi vennero in parte respinti e McCuskey diede prova di grande abilità rivendicando cinque vittorie aeree (tre bombardieri D3A Val e due caccia Zero) anche se la portaerei americana venne ugualmente colpita gravemente.

## Fine della guerra
Dopo Midway, con 6,5 vittorie accreditate, il tenente di vascello Scott McCuskey divenne per breve tempo l'"asso" della Navy con il maggior numero di vittorie; ottenne grande pubblicità dalla propaganda americana (insieme al grande Edward O'Hare) e venne quindi rapidamente rimosso dal servizio in prima linea e trasferito nelle retrovie come istruttore per i nuovi piloti e come collaudatore (secondo le precise disposizioni della U.S. Navy dirette a salvaguardare i migliori piloti per sfruttarne le esperienze per l'addestramento dei nuovi aviatori e anche per evitare disastrose ricadute psicologiche in caso di una loro perdita in azione).
Promosso capitano di corvetta, McCuskey ritornò in combattimento sul finire della guerra, imbarcato questa volta sulla portaerei Bunker Hill, nel nuovo Fighting Squadron 8 equipaggiato con i temibili Grumman F6F Hellcat.
In queste ultime battaglie avrebbe ottenuto altre sette vittorie aeree, concludendo la guerra con 13,5 vittorie.
Scott McCuskey si ritirò dal servizio nella Marina americana nel 1965 con il grado di capitano di fregata. È morto nel 1997.